# Pasquale Specchio
Pasquale Specchio (Cerignola, 26 settembre 1914 – Cerignola, 13 luglio 1983) è stato un politico italiano.

## Biografia
Nasce da Sante e Concetta Cannone. Nel 1938 conseguì  il diploma di Ragioniere e Perito Commerciale e l'anno successivo fu assunto presso il Consorzio Agrario di Cerignola.
Iscritto al P.C.I., venne eletto sindaco della città natìa il 15 agosto 1946 e rimase in carica fino al 7 gennaio 1950.
Fu deputato del collegio di Cerignola nella V Legislatura e successivamente senatore nella VI Legislatura, facendo parte della commissione difesa.
Morì a Cerignola il 13 luglio 1983.